# Rhadinella lisyae
Rhadinella lisyae — вид змій родини полозових (Colubridae). Мешкає в Гондурасі. Описаний у 2017 році.

## Поширення і екологія
Rhadinella lisyae відомі за кількома зразками, зібраними в горах Сьєрра-де-Агальто в департаменті Оланчо. Вони живуть у вологих гірських і хмарних тропічних лісах, на висоті від 1300 до 2290 м над рівнем моря.